# Myospila semidiaphana
Myospila semidiaphana este o specie de muște din genul Myospila, familia Muscidae. A fost descrisă pentru prima dată de Stein în anul 1918. Conform Catalogue of Life specia Myospila semidiaphana nu are subspecii cunoscute.